# Iglesia de Santo Tomás de Fluviá
La iglesia de Santo Tomás de Fluviá es un edificio religioso de la entidad de población de Sant Tomàs de Fluvià del municipio de Torroella de Fluvià perteneciente a la comarca catalana del Alto Ampurdán en la provincia de Gerona. Es una iglesia románica incluida en el Inventario del Patrimonio Arquitectónico de Cataluña y protegida como Bien Cultural de Interés Local.

## Historia
La iglesia parroquial de Santo Tomás de Fluviá es un edificio románico del siglo XI, construido sobre los restos de construcciones anteriores, probablemente de los siglos VII y VIII. Formó parte del monasterio benedictino fundado por los monjes de la Abadía de San Víctor de Marsella hacia el año 1070. A pesar de haberse destruido su archivo parroquial en 1936, se sabe que dejó de depender de Marsella durante el siglo XV, y que a partir de los siglos XVI y XVII fue regido por eclesiásticos de la diócesis de Gerona. Hasta 1789 en que fue convertida en parroquia, la iglesia dependía de la iglesia de Sant Martín de Canyá. En el año 1835, como consecuencia de la desamortización, el priorato de Santo Tomás de Fluviá fue extinguido definitivamente. Durante las obras de consolidación de la cubierta del templo, en 1982, se descubrió un conjunto de pinturas murales románicas de gran interés.

## Descripción

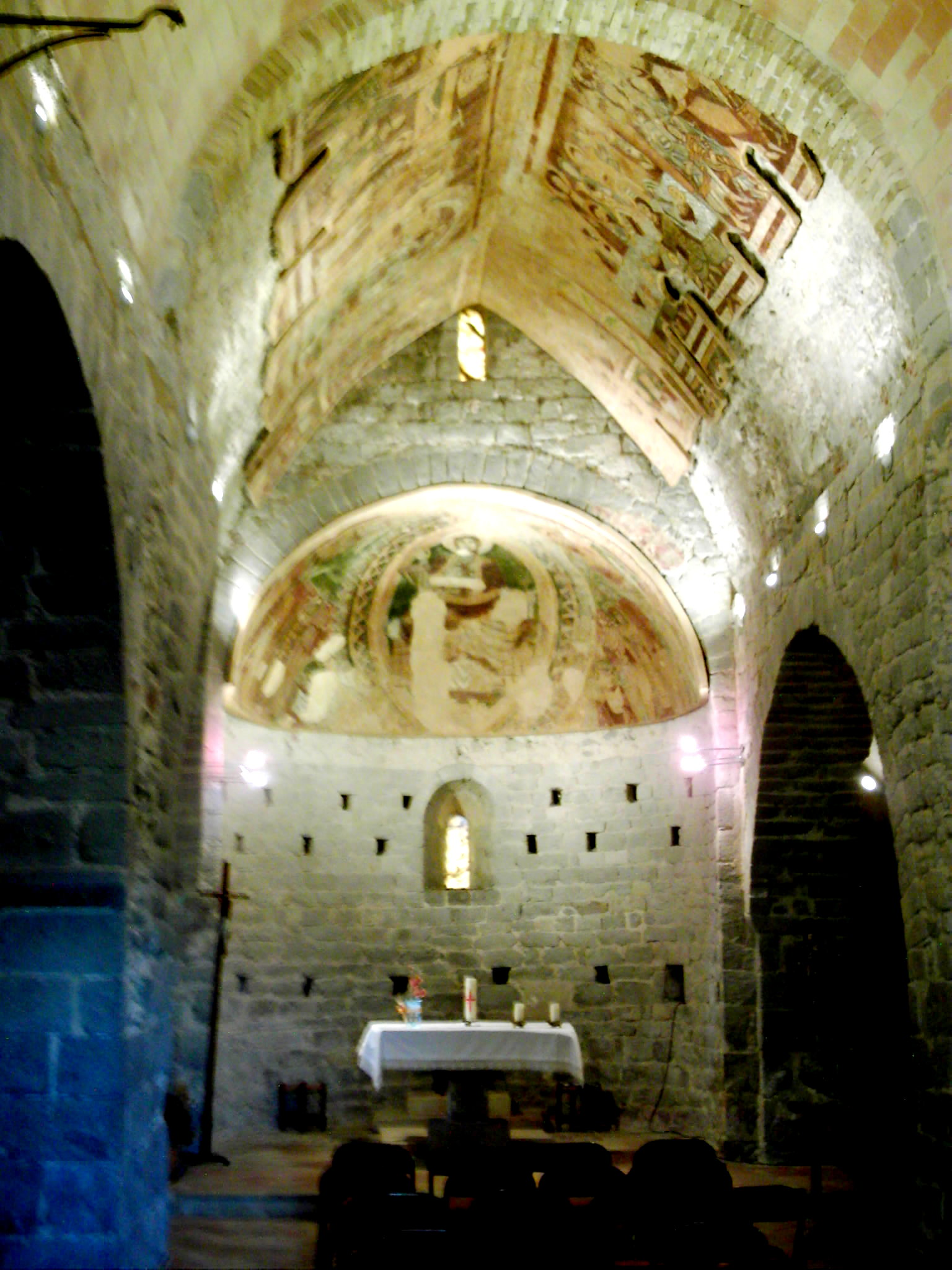
Interior del templo.

Se trata de una sencilla construcción aislada en el momento de su edificación, pero adosada actualmente por una de sus fachadas laterales a otro edificio. Es una iglesia de una sola nave con transepto y cabecera de tres ábsides de planta semicircular en el exterior y de herradura en el interior; el ábside central corresponde a la nave y los laterales en los brazos del transepto. La cubierta es de teja, a dos vertientes y en dos niveles, más bajo el de los extremos del transepto. Tiene bóveda de cañón con arcos torales en la nave, y bóveda apuntada en el tramo del transepto. La fachada presenta una puerta de acceso de arco de medio punto con grandes dovelas de piedra y escudo en la clave, doble apertura con dos arcos escarzanos, de ladrillo. Exteriormente se aprecia un muro sobrealzando que señala la separación entre los ábsides y la nave y esconde la superior altura de la nave y del transepto en relación con los ábsides. El material empleado en la construcción fue la piedra, con aparejo regular dispuesto en hiladas horizontales y sillares bien escuadrados en sus ángulos.
Conserva un conjunto pictórico descubierto al restaurar la cubierta. En el ábside se encuentra la figura de Cristo en Majestad dentro de una mandorla y rodeado por el tetramorfo y ángeles. En el lado norte se ve la entrada de Jesús en Jerusalén el domingo de Ramos, encima de la cual está representada la Santa Cena, y luego el encarcelamiento de Jesús, aparece también como San Pedro cortó una oreja a Malco y luego la figura de Jesús que lo cura, mientras un soldado le coge el otra brazo. La siguiente escena es la Crucifixión. El último tema es de las Tres Marías ante el sepulcro.

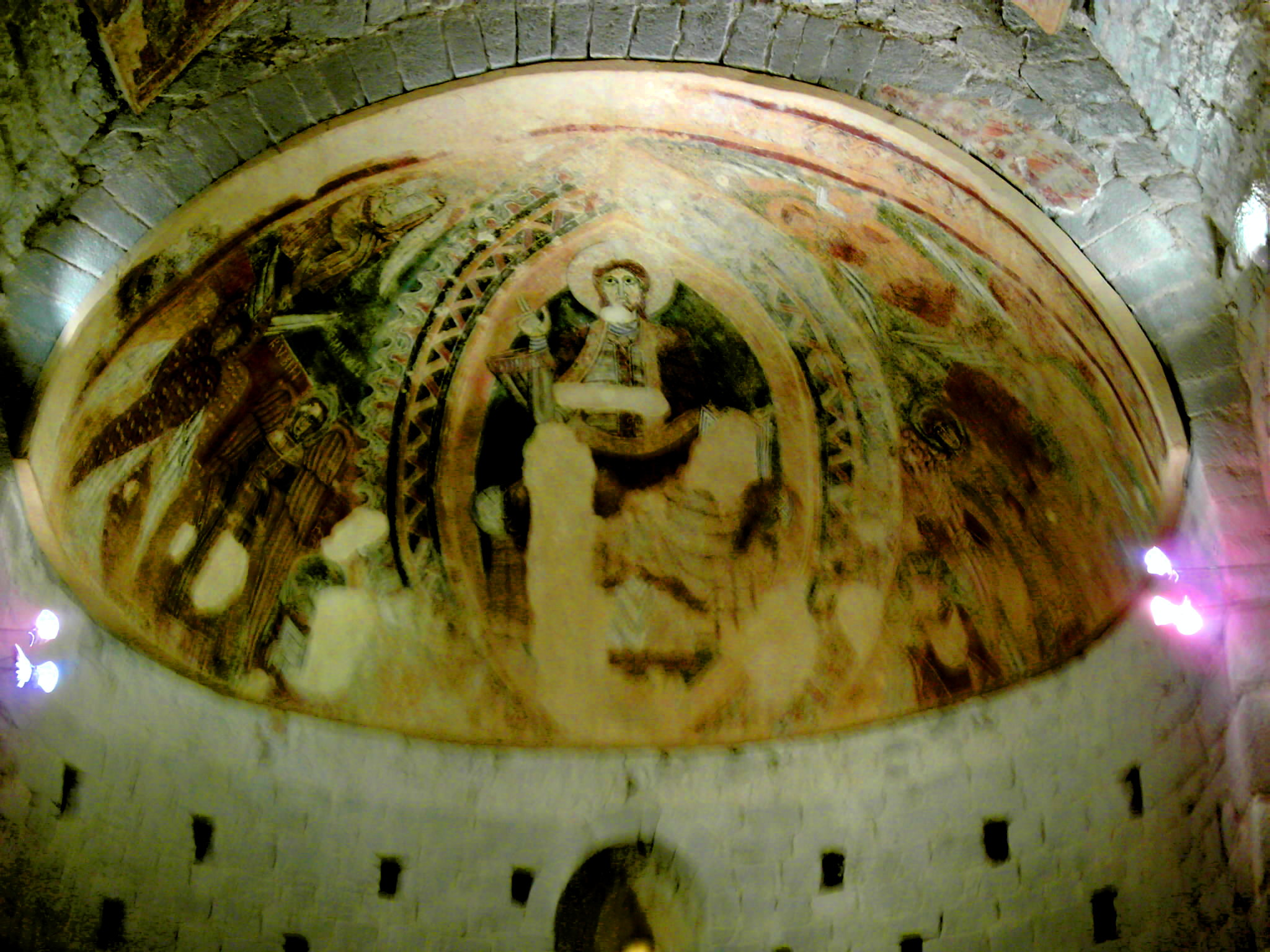
Frescos del ábside.
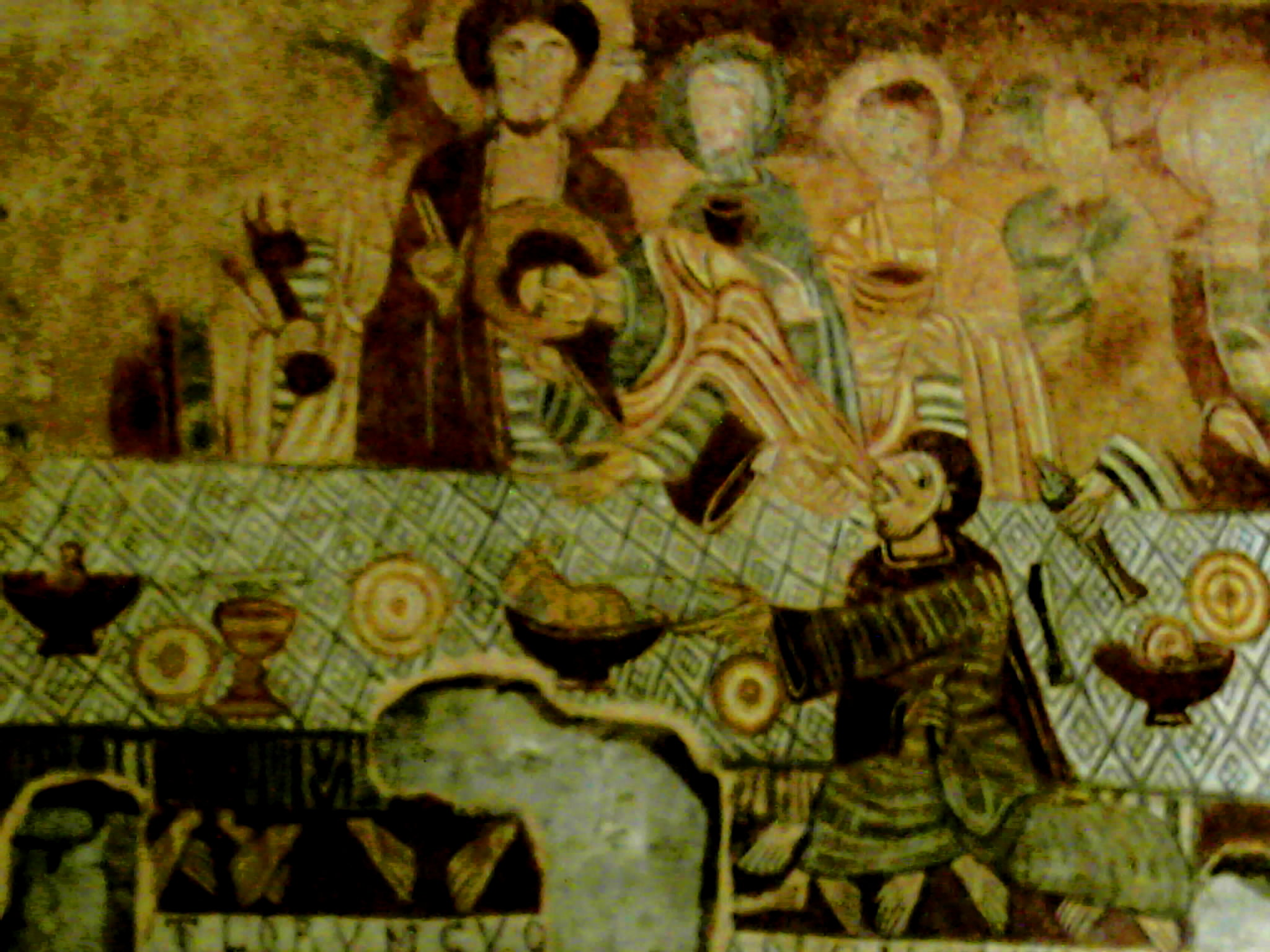
Frescos de la bóveda.